# Euthalia maceralis
Euthalia maceralis är en fjärilsart som beskrevs av Anon 1980. Euthalia maceralis ingår i släktet Euthalia och familjen praktfjärilar. Inga underarter finns listade i Catalogue of Life.